# Vandendriesscheïta
La vandendriesscheïta és un mineral de la classe dels òxids. Rep el seu nom per Adrien Vandendriessche (1914-1940), professor de geologia i mineralogia a la Universitat de Gant (Bèlgica).

## Característiques
La vandendriesscheïta és un hidròxid de fórmula química Pb1,6(UO₂)10O₆(OH)11·11H₂O. Cristal·litza en el sistema ortoròmbic. La seva duresa a l'escala de Mohs és 3. És un mineral estructuralment relacionat amb la gauthierita.
Segons la classificació de Nickel-Strunz la vandendriesscheïta pertany a «04.GB - Uranils hidròxids, amb cations addicionals (K, Ca, Ba, Pb, etc.); principalment amb poliedres pentagonals UO₂(O,OH)₅» juntament amb els següents minerals: agrinierita, compreignacita, rameauïta, becquerelita, bil·lietita, protasita, richetita, bauranoïta, calciouranoïta, metacalciouranoïta, fourmarierita, wölsendorfita, masuyita, metavandendriesscheïta, vandenbrandeïta, sayrita, curita, iriginita, uranosferita i holfertita.

## Formació i jaciments
Va ser descoberta a la mina Shinkolobwe, a la regió de Katanga, a la República Democràtica del Congo. Als territoris de parla catalana únicament ha estat descrita a la mina Eureka, a la localitat de Castell-estaó, al Pallars Jussà, província de Lleida.